# 커미트먼트 (2019년 영화)
《커미트먼트》(Baglilik Asli, Commitment)는 튀르키예에서 제작된 세미 카플라노글루 감독의 2019년 드라마 영화이다. 터키 국가 자격으로 92회 아카데미상의 외국어 영화상 부문에 출품되었으나 후보로 지명되지는 못했다.

## 출연
- Kubra Kip - Aslı역
- Umut Kurt - Faruk역
- Ece Yüksel - Gülnihal역